# Medaille voor Hygiëne
De Medaille voor Hygiëne (Frans:médaille d'hygiène eerder Médaille d'honneur de l'hygiène publique genoemd, was een Franse eremedaille die op 13 januari 1912 werd ingesteld. In eerste instantie ging het om een legpenning, een niet draagbare medaille die in het Franse decoratiestelsel de Epidemiemedaille (Frans: Médaille d'honneur des Épidémies) zou aanvullen.
De gedecoreerden zouden liefdadige personen en het personeel van ziekenhuizen, hospices, apotheken en sanatoria moeten zijn. De medaille zou hun bijdrage aan de publieke hygiëne moeten belonen en hen hebben moeten aansporen om meer vergelijkbare publieke diensten in te stellen.  
Binnen het ministerie kwam men langzaam tot de conclusie dat het beter was om de naam "Médaille de l'Hygiène" te kiezen en de medailles in draagbare vorm uit te reiken. De Epidemiemedaille werd alleen tijdens epidemieën uitgereikt, de Franse regering was zich er inmiddels van bewust dat hygiënische maatregelen het ontstaan van de aan het einde van de 19e eeuw soms nog verschrikkelijke epidemieën kon voorkomen. Daarvoor waren langdurige en ingrijpende campagnes noodzakelijk, campagnes die door het uitreiken van medailles konden worden bevorderd.
De regering koos, op advies van een commissie voor een medaille met drie graden of "échelons". 
- Bronzen medaille voor 10 jaar werkzaamheden ter verbetering van de hygiëne.
- Zilveren medaille voor 10 jaar werkzaamheden ter verbetering van de hygiëne.
- Gouden medaille voor 15 jaar werkzaamheden ter verbetering van de hygiëne. Om deze medaille te verwerven moest men de zilveren medaille dragen. Alleen een Ridder in het Legioen van Eer kon de Medaille voor Hygiëne in Goud ontvangen zonder eerder de zilveren medaille te hebben gedragen.

De medaille werd tot 1938 uitgereikt. Toen werd op 18 februari de Orde van Verdienste voor de Volksgezondheid  (Frans: Ordre de la Santé Publique) ingesteld. Deze ministeriële orde verving de Medaille voor Hygiëne en de Eremedaille voor Publieke Dienstverlening (Frans: Médaille d'Honneur de l'Assistance Publique). Deze onderscheiding werd met 15 andere Franse Orden op 1 januari 1963 vervangen door de Nationale Orde van Verdienste.
Dragers van de Medaille voor Hygiëne in Zilver en Goud werden gelijkgesteld met de ridders en officieren in de nieuwe ridderorde.

## De medaille
De ronde medailles werden door Louis-Oscar Roty ontworpen. De diameter is 33 millimeter en de brede rand heeft de vorm van een plastisch vormgegeven krans van lauweren en eikenblad. Op de voorzijde staat het rondschrift REPUBLIQUE  FRANÇAISE rond de beeltenis van "Marianne", symbool van de Franse Republiek. Zij draagt een Frygische muts.
Op de keerzijde staat binnen dezelfde rand MÉDAILLE  D’HONNEUR  DE  L’HYGIÈNE binnen het rondschrift MINISTÈRE DU TRAVAIL,
DE L’HYGIÈNE, DE L’ASSISTANCE ET DE LA PRÉVOYANCE SOCIALES.
De medailles werden na 16 september 1924 aan een lint op de linkerborst gedragen. Voor de bronzen medaille was dat een marineblauw lint met brede zilveren boorden. De linten van de zilveren en gouden medailles zijn met twee extra smalle blauwe strepen op de zilveren boorden versierd. Op het lint van de gouden medaille is een rozet met een diameter van 22 millimeter aangebracht.

## Protocol
Het is gebruik om de Franse medailles op 1 januari en 14 juli uit te reiken. Dat gebeurt tijdens parades en plechtigheden. De onderscheidingen worden de onwaardige, want wegens een misdrijf veroordeelde, dragers ook weer ceremonieel afgenomen. Wanneer men op uniformen geen modelversierselen draagt is een kleine rechthoekige baton in de kleuren van het lint voorgeschreven. Op de baton mag een rozet worden gemonteerd. 
De medaille wordt ook als miniatuur gedragen op bijvoorbeeld een rokkostuum.